# Comercio de derechos de emisión

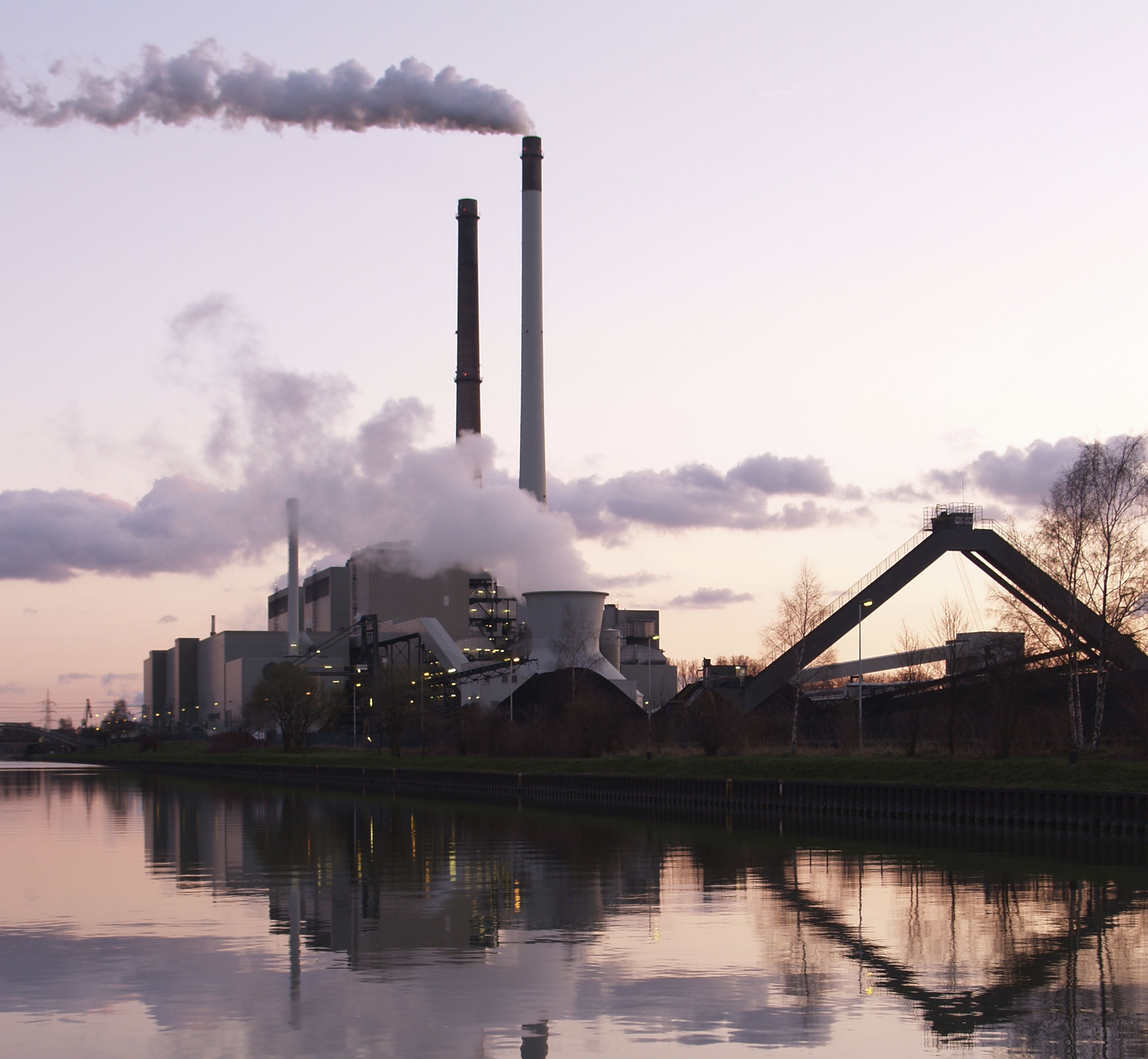
Una central eléctrica de carbón en Alemania. Debido al comercio de derechos de emisión, el carbón puede convertirse en un combustible menos competitivo que otras opciones.

El comercio de derechos de emisión es un tipo de mecanismo basado en el mercado que busca fomentar la reducción de las emisiones de gases de efecto invernadero y otros contaminantes mediante incentivos económicos. Estos mecanismos se basan en el modelo 
cap and trade, un sistema mediante el que se establece un límite de emisiones para las entidades reguladas, permitiéndoles comerciar derechos de emisión entre ellas para cumplir con su tope asignado.
El concepto también se conoce como régimen de comercio de derechos de emisión (RCDE, o ETS por sus siglas en inglés). Un ejemplo destacado es el comercio de emisiones de carbono para el CO2 y otros gases de efecto invernadero, que es una herramienta para la mitigación del cambio climático. Otros sistemas incluyen el dióxido de azufre y otros contaminantes.
En un régimen de comercio de derechos de emisión, una autoridad central o organismo gubernamental asigna o vende un número limitado (un "tope") de permisos que permiten el vertido de una cantidad específica de un contaminante concreto durante un periodo de tiempo determinado. Los contaminadores están obligados a poseer permisos en una cantidad igual a sus emisiones. Los contaminadores que quieran aumentar sus emisiones deben comprar permisos a otros que estén dispuestos a venderlos porque han logrado reducir sus emisiones.
El comercio de derechos de emisión es un tipo de regulación medioambiental flexible que permite a las organizaciones y los mercados decidir la mejor manera de cumplir los objetivos políticos. Esto contrasta con las normativas medioambientales de mandato y control, como las normas de mejor tecnología disponible (MTD) y los subsidios gubernamentales.
Existen programas activos de comercio de derechos de varios contaminantes atmosféricos. Una aplicación anterior fue  Acid Rain Program, un mercado nacional estadounidense para reducir la lluvia ácida. En la actualidad, Estados Unidos cuenta también con varios mercados regionales de óxidos de nitrógeno.

## Introducción
La contaminación es un excelente ejemplo de externalidad de mercado. Una externalidad es un efecto de una actividad sobre una entidad (como una persona) que no participa en una transacción de mercado relacionada con esa actividad. El comercio de derechos de emisión es una forma de abordar la contaminación, basada en el mercado. El objetivo general de un plan de comercio de emisiones es minimizar el coste de alcanzar un determinado objetivo de emisiones.
En un sistema de comercio de derechos de emisión, el gobierno establece un límite global de emisiones y define permisos (también llamados derechos de emisión), o autorizaciones limitadas para emitir, hasta el nivel del límite global. El gobierno puede vender los permisos, pero en muchos sistemas existentes, concede diectamente permisos a los participantes (contaminadores regulados), iguales a las emisiones de referencia de cada participante. La línea de base se determina por referencia a las emisiones históricas del participante. Para demostrar el cumplimiento, un participante debe poseer permisos al menos iguales a la cantidad de contaminación que emitió realmente durante el periodo de referencia. Si todos los participantes cumplen, la contaminación total emitida será como máximo igual a la suma de los límites individuales. Como los permisos pueden comprarse y venderse, un participante puede elegir entre utilizar exactamente sus permisos (manteniendo sus propias emisiones); o emitir menos que sus permisos, y quizá vender los permisos sobrantes; o emitir más que sus permisos, y comprar permisos a otros participantes. Es decir, el comprador paga una tasa por contaminar, mientras que el vendedor obtiene una recompensa por haber reducido las emisiones.
El comercio de derechos de emisión da lugar a la incorporación de costes económicos en los costes de producción, lo que incentiva a las empresas a considerar los rendimientos de la inversión y las decisiones de gasto de capital con un modelo que incluye, por ejemplo, el precio del carbono y de los gases de efecto invernadero (GEI).
En muchos regímenes, las organizaciones que no contaminan (y, por tanto, no tienen obligaciones) también pueden comerciar con permisos y derivados financieros de los permisos.
En algunos regímenes, los participantes pueden acumular derechos de emisión para utilizarlos en periodos futuros. En algunos sistemas, una parte de todos los permisos negociados debe retirarse periódicamente, lo que provoca una reducción neta de las emisiones a lo largo del tiempo. Así, los grupos ecologistas pueden comprar y retirar permisos, haciendo subir el precio de los permisos restantes según la ley de la demanda. En la mayoría de los esquemas, los propietarios de permisos pueden donarlos a una entidad sin ánimo de lucro y recibir una deducción fiscal. Normalmente, el gobierno reduce el límite global con el tiempo, con el objetivo de alcanzar una meta nacional de reducción de emisiones.

## Historia

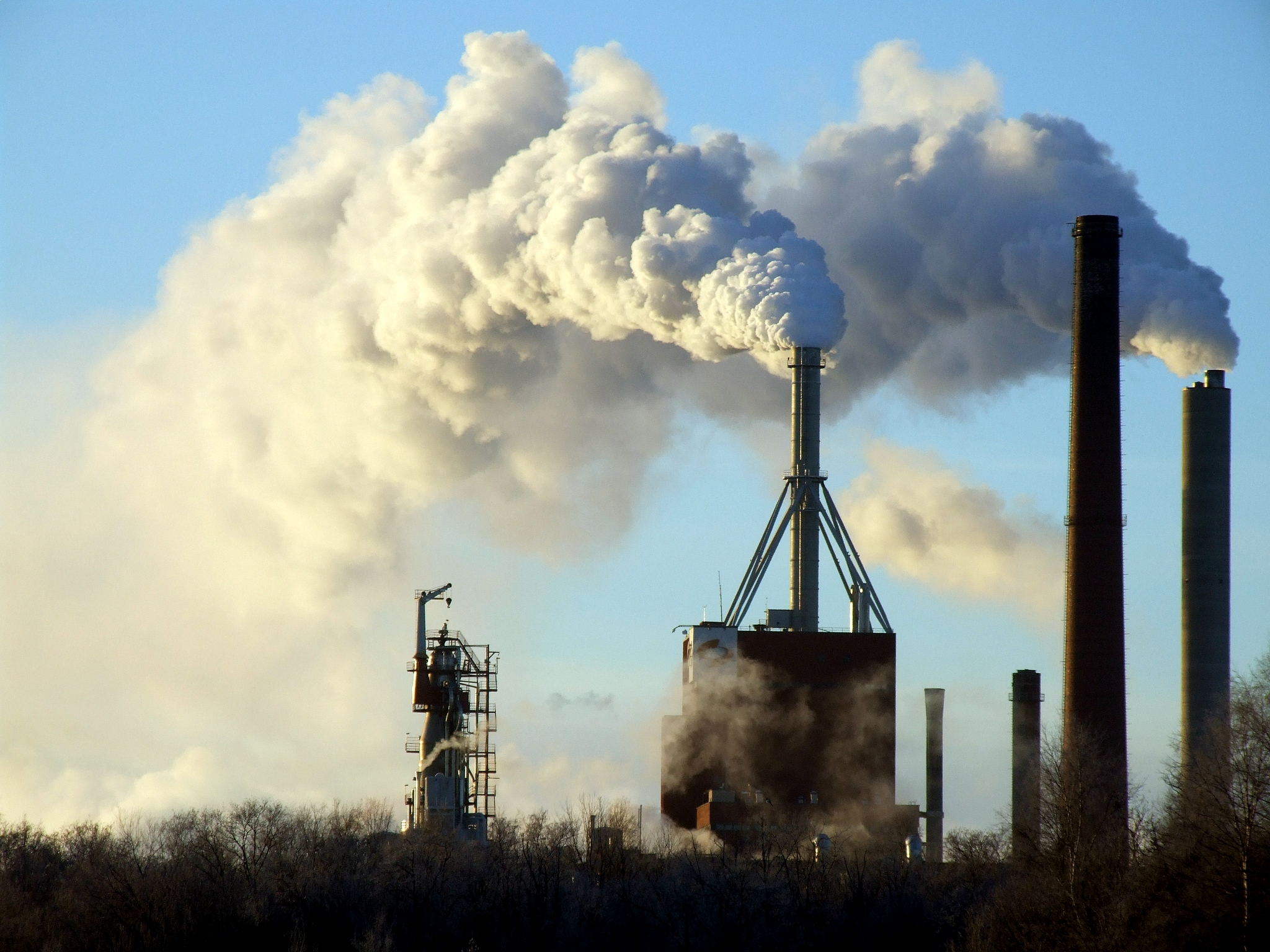
Fábrica de papel en Oulu, Finlandia.

Ellison Burton y William Sanjour demostraron por primera vez la eficacia de lo que más tarde se llamaría el enfoque "cap-and-trade" para la reducción de la contaminación atmosférica, en una serie de estudios microeconómicos de simulación por ordenador, realizados entre 1967 y 1970, para la Administración Nacional de Control de la Contaminación Atmosférica (predecesora de la Oficina del Aire y Radiación de la Agencia de Protección Ambiental de Estados Unidos). Estos estudios utilizaron modelos matemáticos de varias ciudades y sus fuentes de emisión para comparar el coste y la eficacia de diversas estrategias de control.
Cada estrategia de reducción se comparó con la "solución menos costosa" producida por un programa informático de optimización para identificar la combinación menos costosa de reducciones de fuentes contaminantes con el fin de alcanzar un objetivo de reducción determinado. En todos los casos se comprobó que la "solución menos costosa" era mucho más económica que la misma reducción de la contaminación producida por cualquier estrategia de reducción convencional. Burton y posteriormente Sanjour junto con Edward H. Pechan continuaron mejorando y avanzando estos modelos informáticos en la recién creada Agencia de Protección Ambiental de Estados Unidos. La agencia introdujo el concepto de modelos informáticos con estrategias de reducción de costes mínimos (es decir, comercio de emisiones) en su informe anual de 1972 para el Congreso sobre el coste del aire limpio. Esto condujo al concepto de modelo "cap and trade" como medio de lograr la "solución menos costosa" para un nivel determinado de reducción de contaminantes.
El desarrollo del comercio de derechos de emisión a lo largo de su historia puede dividirse en cuatro fases:
1. Gestación: Articulación teórica del instrumento (a cargo de Coase,[27] Crocker,[28] Dales,[29] Montgomery[30] etc.) e, independientemente de lo anterior, modificaciones en la "regulación flexible" de la Agencia de Protección Medioambiental estadounidense.
2. Prueba del principio: Primeros avances hacia el comercio de certificados de emisión basados en el "mecanismo de compensación" recogido en la Ley de Aire Limpio de 1977. Una empresa podía obtener un permiso de la Ley sobre una mayor cantidad de emisiones cuando pagaba a otra empresa para reducir el mismo contaminante.[31]
3. Prototipo: Lanzamiento de un primer sistema de "cap and trade" como parte del Programa de Lluvia Ácida estadounidense en el Título IV de la Ley de Aire Limpio de 1990, anunciado oficialmente como un cambio de paradigma en la política ambiental, según lo previsto por el "Proyecto 88", un esfuerzo de creación de redes para reunir intereses ambientales e industriales en los Estados Unidos.
4. Formación de regímenes: Ramificación de la política estadounidense del aire limpio a la política climática estadounidense, y de ahí a la Unión Europea, junto con la expectativa de   la formación de la "industria del carbono".

## Ejemplos

### Lluvia ácida
En Estados Unidos, el sistema de comercio de emisiones relacionado con la lluvia ácida fue concebido principalmente por C. Boyden Gray, un abogado de la administración de George H. W. Bush. Gray trabajó con el Fondo de Defensa Ambiental (EDF), que colaboró con la EPA para redactar el proyecto de ley que se convirtió en ley como parte de la Ley de Aire Limpio de 1990. El nuevo límite de emisiones de gases NOx y SO2 entró en vigor en 1995 y, según la revista Smithsonian, las emisiones de lluvia ácida disminuyeron en 3 millones de toneladas ese año.

### Emisiones de carbono
En estos sistemas de comercio de derechos, cada crédito representa una tonelada de dióxido de carbono reducido o su equivalente en otros gases. Los créditos pueden ser adquiridos por países, empresas y particulares para cumplir con objetivos de sostenibilidad o compensar su huella de carbono. Los programas de reducción o eliminación de emisiones son certificados y registrados bajo estándares específicos.

## Elementos del sistema
En los sistemas de comercio de derechos de emisión son necesarios diferentes elementos o actores:
- Una entidad reguladora, que puede ser gubernamental o internacional, que desempeña un papel crucial, definiendo y controlando los tres aspectos fundamentales de los sistemas de comercio de emisiones:
- Los emisores de contaminantes sujetos al régimen
- Los tipos de contaminantes regulados
- El límite total de emisiones permitidas en un periodo específico.

### Funcionamiento
Las entidades reguladas gestionan el número de derechos de emisión (también conocidos como bonos de carbono o créditos de carbono), que representan el derecho a emitir una tonelada de dióxido de carbono o su equivalente en otros gases por cada derecho de emisión. 
Las entidades que sobrepasen el tope de emisiones que les fue asignado, podrán optar por compensar el excedente a través de derechos de emisión adquiridos de otras entidades que no hayan utilizado sus derechos. De esta forma se consigue, en teoría, que las compañías que hagan efectiva la reducción de emisiones sean las que lo hagan de forma más eficiente (a menor coste), minimizando la factura agregada que la industria paga por conseguir la reducción.
Actualmente, existen sistemas de comercio de emisiones en varios países y regiones, siendo el Régimen de Comercio de Derechos de Emisión de la Unión Europea (EU ETS) el más importante.
En Estados Unidos existe un mercado nacional para la reducción de lluvia ácida y varios mercados regionales de óxidos de nitrógeno. Los mercados para otros contaminantes tienden a ser más pequeños y a estar más localizados.

## Economía
Es posible que un país reduzca las emisiones utilizando un enfoque de "mandato y control", como la regulación, los impuestos directos y los impuestos indirectos. El coste de este enfoque difiere de un país a otro porque la curva de coste marginal de reducción (MAC) -el coste de eliminar una unidad adicional de contaminación- difiere de un país a otro.

### Modelo de Coase
Coase (1960) argumentaba que los costes sociales podían tenerse en cuenta negociando los derechos de propiedad en función de un objetivo concreto. El modelo de Coase supone un mercado perfectamente operativo e igual poder de negociación entre quienes defienden los derechos de propiedad. 
En el modelo de Coase, el sistema de mercado promueve la eficiencia, es decir, permite lograr una reducción determinada de las emisiones al menor coste. Esto también puede verse desde la perspectiva de tener la mayor flexibilidad para reducir las emisiones. La flexibilidad es deseable porque los costes marginales, es decir, los costes incrementales de reducir las emisiones, varían de un país a otro. El comercio de derechos de emisión permite reducir primero las emisiones en los lugares donde los costes marginales de reducción son más bajos (Bashmakov et al., 2001). Con el tiempo, también puede fomentarse la eficiencia permitiendo la "acumulación" de permisos (Goldemberg et al, 1996, p. 30). Esto permite a los contaminadores reducir las emisiones en el momento en que es más eficiente hacerlo.

### Equidad
Una de las ventajas del modelo de Coase es que sugiere que la justicia (equidad) puede abordarse en la distribución de los derechos de propiedad, y que independientemente de cómo se asignen estos derechos de propiedad, el mercado producirá el resultado más eficiente. En realidad, según la opinión mantenida, los mercados no son perfectos y, por tanto, es posible que se produzca un equilibrio entre equidad y eficiencia (Halsnæs et al., 2007).

### Comercio
En un sistema de comercio de derechos de emisión, los permisos pueden ser objeto de comercio por parte de los emisores que sean responsables de mantener un número suficiente de permisos en el sistema. Algunos analistas sostienen que permitir que otros participen en el comercio, por ejemplo, empresas privadas de intermediación, puede permitir una mejor gestión del riesgo en el sistema, por ejemplo, ante variaciones en los precios de los permisos (Bashmakov et al., 2001). También puede mejorar la eficiencia del sistema. Según Bashmakov et al. (2001), "la regulación de estas otras entidades puede ser necesaria, como se hace en otros mercados financieros, por ejemplo, para evitar abusos del sistema, como el uso de información privilegiada".

### Incentivos y asignación
El comercio de derechos de emisión incentiva a los contaminadores a reducir sus emisiones. Sin embargo, pueden existir incentivos perversos en el comercio de derechos de emisión. La asignación de permisos en función de las emisiones anteriores ("derechos adquiridos") puede incentivar a las empresas a mantener sus emisiones. Por ejemplo, una empresa que redujera sus emisiones recibiría menos permisos en el futuro (FMI, 2008, pp. 25-26). Hay costes que sí afrontan los emisores, por ejemplo, los costes del combustible que se utiliza, pero hay otros costes que no están necesariamente incluidos en el precio de un bien o servicio. Estos otros costes se denominan costes externos (Halsnæs et al., 2007). Este problema también puede criticarse por motivos éticos, ya que se está pagando al contaminador para que reduzca las emisiones (Goldemberg et al, 1996, p. 38). Por otro lado, un sistema de permisos en el que éstos se subastan en lugar de regalarse, proporciona ingresos al gobierno. Estos ingresos podrían utilizarse para mejorar la eficacia de la política climática en general, por ejemplo financiando programas de eficiencia energética (ACEEE 2019) o reducciones en los impuestos distorsionadores (Fisher et al., 1996, p. 417).
En el modelo de costes sociales de Coase, cualquiera de las dos opciones (derechos adquiridos o subasta) conduce a la eficiencia. En realidad, el grandfathering (derechos adquiridos) subvenciona a los contaminadores, lo que significa que las industrias contaminantes pueden mantenerse en funcionamiento más tiempo del que lo harían de otro modo.[cita requerida] El grandfathering también puede reducir la tasa de mejora tecnológica hacia tecnologías menos contaminantes (Fisher et al., 1996, p. 417).
William Nordhaus sostiene que las asignaciones suponen un coste para la economía, ya que provocan la infrautilización de una forma eficiente de fiscalidad. Nordhaus sostiene que los impuestos normales sobre la renta, los bienes o los servicios distorsionan la inversión y el consumo eficientes por lo que, al utilizar impuestos sobre la contaminación para generar ingresos, un régimen de emisiones puede aumentar la eficiencia de la economía.

### Forma de asignación
El economista Ross Garnaut afirma que los permisos asignados a los emisores existentes como "derechos adquiridos" no son "gratuitos". Como los permisos son escasos, tienen valor y el emisor adquiere íntegramente el beneficio de ese valor. El coste se impone en otra parte de la economía, normalmente a los consumidores que no pueden repercutir los costes.

### Mercado y coste mínimo
Algunos economistas han instado a utilizar instrumentos basados en el mercado, como el comercio de derechos de emisión, para abordar los problemas medioambientales en lugar de una regulación prescriptiva de "ordeno y mando". La regulación de mandato y control es criticada por ser insensible a las diferencias geográficas y tecnológicas, y por lo tanto ineficiente; sin embargo, esto no siempre es así, como demuestra el programa de racionamiento de la Segunda Guerra Mundial en Estados Unidos, en el que las juntas locales y regionales realizaron ajustes para tener en cuenta estas diferencias.
Una vez fijado un límite de emisiones mediante un proceso político gubernamental, las empresas individuales son libres de elegir si reducen o no sus emisiones. El incumplimiento de la obligación de notificar las emisiones y entregar los permisos de emisión suele castigarse con otro mecanismo regulador gubernamental, como una multa que aumenta los costes de producción. Las empresas elegirán la forma menos costosa de cumplir la normativa sobre contaminación, lo que conducirá a reducciones allí donde existan las soluciones menos costosas, permitiendo al mismo tiempo reducir las emisiones que resulten más caras.
En un sistema de comercio de derechos de emisión, cada contaminador regulado tiene flexibilidad para utilizar la combinación más rentable de compra o venta de permisos de emisión, reducción de sus emisiones instalando tecnología más limpia o reducción de sus emisiones reduciendo la producción. La estrategia más rentable depende del coste marginal de reducción del contaminador y del precio de mercado de los permisos. En teoría, las decisiones de un contaminador deberían conducir a una asignación económicamente eficiente de las reducciones entre los contaminadores, y a menores costes de cumplimiento para las empresas individuales y para la economía en general, en comparación con los mecanismos de mando y control.

### Comercio internacional de emisiones
La naturaleza del contaminante desempeña un papel muy importante cuando los responsables de las políticas deciden qué marco se debe utilizar para controlar la contaminación. El CO2 actúa globalmente, por lo que su impacto sobre el medio ambiente es generalmente similar en cualquier parte del mundo en que se libere. Por lo tanto, la ubicación del originador de las emisiones no importa desde un punto de vista ambiental.
El marco de estas políticas es diferente para los contaminantes regionales (p. ej., SO2 y NOx, y también mercurio) porque el impacto de estos contaminantes puede variar según la ubicación. La misma cantidad de un contaminante regional puede tener un impacto muy alto en algunas ubicaciones y un impacto bajo en otras, por lo que importa mucho dónde se libera el contaminante. Esto se conoce como el problema del "punto caliente".
Se suele utilizar un marco de Lagrange para determinar el menor coste de alcanzar un objetivo, en este caso la reducción total de emisiones necesaria en un año. En algunos casos, es posible utilizar el marco de optimización de Lagrange para determinar las reducciones necesarias para cada país (en función de su coste marginal de reducción o MAC) de modo que se minimice el coste total de la reducción. En tal escenario, el multiplicador de Lagrange representa el precio de mercado de los permisos de emisión (P) de un contaminante, como el precio de mercado actual de los permisos de emisión en Europa y los EE. UU.
Los países se enfrentan al precio de los derechos que existen en el mercado ese día, por lo que pueden tomar decisiones individuales que minimicen sus costes y, al mismo tiempo, cumplan la normativa. Ésta es también otra versión del principio de utilidad ordinal (equimarginal), utilizado habitualmente en economía para elegir la decisión más eficiente desde el punto de vista económico.

### Precios frente a cantidades, y la válvula de seguridad
.

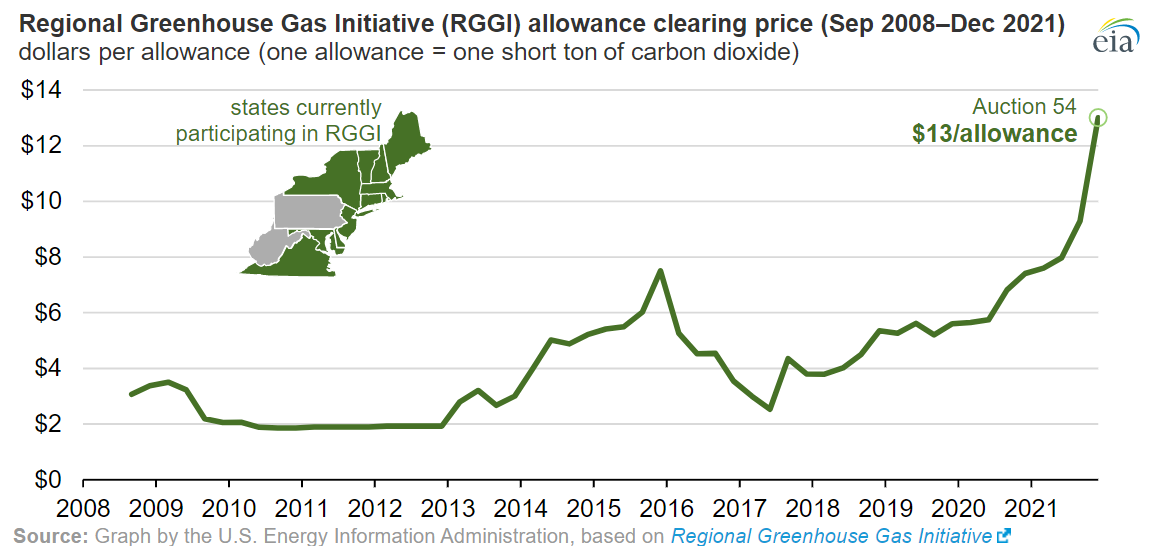
Precio trimestral de compensación de un derecho de emisión de una tonelada de dióxido de carbono en la Iniciativa Regional de Gases de Efecto Invernadero de EE. UU., 2008-2021. El precio de la emisión de carbono ha aumentado a medida que ha disminuido el número de derechos expedidos

Desde hace tiempo se debate sobre las ventajas relativas de los instrumentos de precio frente a los instrumentos de cantidad para lograr la reducción de emisiones.
Un sistema de comercio de derechos y límites de emisión es un instrumento cuantitativo porque fija el nivel global de emisiones (cantidad) y permite que el precio varíe. La incertidumbre en las condiciones futuras de la oferta y la demanda (volatilidad del mercado), unida a un número fijo de permisos de contaminación crea una incertidumbre en el precio futuro de los permisos de contaminación, por lo que la industria debe asumir el coste de adaptarse a estas condiciones volátiles del mercado. Así pues, la carga de un mercado volátil recae en la industria y no en el organismo de control, que suele ser más eficiente. Sin embargo, en condiciones de mercado volátil, la capacidad de la agencia de control para alterar los límites se traducirá en una capacidad para elegir "ganadores y perdedores" y, por tanto, presenta una oportunidad para la corrupción.
En cambio, un impuesto sobre las emisiones es un instrumento de precios porque fija el precio mientras que el nivel de emisiones puede variar en función de la actividad económica. Uno de los principales inconvenientes de un impuesto sobre las emisiones es que el resultado medioambiental (por ejemplo, conseguir un límite en la cantidad de emisiones) no está garantizado. Por un lado, un impuesto retirará capital de la industria, suprimiendo una actividad económica posiblemente útil, pero, a la inversa, el contaminador no necesitará protegerse tanto contra la incertidumbre futura, ya que la cuantía del impuesto irá en función de los beneficios. La carga de un mercado volátil recaerá en el organismo de control (fiscal) y no en la propia industria, que suele ser menos eficiente. Una ventaja de esto es que, dado un tipo impositivo uniforme y un mercado volátil, la entidad tributaria no estará en posición de elegir "ganadores y perdedores" y la oportunidad de corrupción será menor.
Suponiendo que no haya corrupción y que el organismo de control y la industria sean igual de eficientes a la hora de adaptarse a las condiciones volátiles del mercado, la mejor opción depende de la sensibilidad de los costes de la reducción de emisiones, en comparación con la sensibilidad de los beneficios (es decir, el daño climático evitado por una reducción) cuando se varía el nivel de control de emisiones.
Una tercera opción, conocida como válvula de seguridad, es un híbrido de los instrumentos de precio y cantidad. Se trata esencialmente de un sistema de comercio de derechos y límites de emisiones, pero el precio máximo (o mínimo) de los permisos está limitado. Los emisores pueden elegir entre obtener permisos en el mercado o comprárselos al gobierno a un precio de activación determinado (que podría ajustarse con el tiempo). Este sistema se recomienda a veces como forma de superar las desventajas fundamentales de ambos sistemas al dar a los gobiernos la flexibilidad necesaria para ajustar el sistema a medida que sale a la luz nueva información. Puede demostrarse que, fijando el precio de activación lo suficientemente alto o el número de permisos lo suficientemente bajo, la válvula de seguridad puede utilizarse para imitar un mecanismo de cantidad pura o de precio puro.

## Comparación con otros métodos de reducción de emisiones
El comercio de derechos de emisión con fijación previa de límites máximos (cap and trade) es el ejemplo clásico de programa de comercio de derechos de emisión. Otros enfoques basados en el mercado incluyen línea de base y crédito (baseline-and-credit), y el impuesto a la contaminación. Todos ellos ponen un precio a la contaminación (por ejemplo, véase precio del carbono), y por tanto proporcionan un incentivo económico para reducir la contaminación, empezando por las oportunidades de menor coste. 
Por el contrario, en un enfoque de mandato y control, una autoridad central designa los niveles de contaminación que cada instalación puede emitir.  El modelo cap and trade funciona esencialmente como un impuesto en el que el tipo impositivo es variable en función del coste relativo de la reducción por unidad, y la base impositiva es variable en función de la cantidad de reducción necesaria.[cita requerida]

### Línea de base y crédito
En un programa de línea de base y crédito, los contaminadores pueden crear permisos, llamados créditos o compensaciones, reduciendo sus emisiones por debajo de un nivel de línea de base, que suele ser el nivel histórico de emisiones de un determinado año pasado designado como referencia. Estos créditos pueden ser comprados por los contaminadores que tienen un límite regulatorio.

### Impuesto a la contaminación
El impuesto sobre las emisiones o impuesto medioambiental es un recargo sobre la contaminación creado al producir bienes y servicios. Por ejemplo, un impuesto sobre el carbono es un impuesto sobre el contenido de carbono de los combustibles fósiles que pretende desincentivar su uso y reducir así las emisiones de dióxido de carbono. Los dos enfoques son conjuntos superpuestos de diseños políticos. Ambos pueden tener diversos alcances, puntos de regulación y calendarios de precios. Pueden ser justos o injustos, dependiendo de cómo se utilicen los ingresos. Ambos tienen el efecto de aumentar el precio de los bienes (como los combustibles fósiles) para los consumidores. Un sistema de comercio de derechos de emisión con fijación previa de límites máximos (cap and trade) es muy similar a un impuesto sobre el carbono con fijación previa de límites máximos. Sin embargo, muchos comentaristas los contraponen claramente.
La principal diferencia es de definición y de sus derivaciones. Un impuesto es un control de precios, mientras que un sistema de límites máximos y comercio de derechos de emisión (cap and trade) es un instrumento de control de cantidades. Es decir, un impuesto es un precio unitario para la contaminación que es fijado por las autoridades, y el mercado determina la cantidad emitida; en cambio, en un modelo cap and trade, las autoridades determinan la cantidad de contaminación, y el mercado determina el precio. Esta diferencia afecta a una serie de criterios.
Capacidad de respuesta a la inflación: El comercio de derechos de emisión con fijación previa de límites máximos tiene la ventaja de que se ajusta automáticamente a la inflación (cambios en los precios generales), mientras que las tasas de emisión deben ser modificadas por los reguladores.
Capacidad de respuesta a los cambios de costes: No está claro qué enfoque es mejor. Es posible combinar los dos en un precio de válvula de seguridad: un precio fijado por los reguladores, al que los contaminadores pueden comprar permisos adicionales más allá del tope de emisión.
Respuesta a las recesiones: Este punto está estrechamente relacionado con la respuesta a los cambios de costes, porque las recesiones provocan una caída de la demanda. Con el sistema de comercio de derechos de emisión con fijación previa de límites máximos, el coste de las emisiones disminuye automáticamente, por lo que un sistema de comercio de derechos de emisión con fijación previa de límites máximos añade otro estabilizador automático a la economía: un estímulo fiscal automático. Sin embargo, un precio más bajo de la contaminación también reduce los esfuerzos por reducirla. Si el gobierno es capaz de estimular la economía independientemente del régimen de comercio de derechos de emisión con fijación previa de límites máximos, un precio excesivamente bajo hace que se pierda la oportunidad de reducir las emisiones más rápido de lo previsto. En su lugar, sería mejor fijar un precio mínimo (un impuesto). Esto es especialmente cierto cuando es urgente reducir la contaminación, como ocurre con las emisiones de gases de efecto invernadero. Un precio mínimo también aporta seguridad y estabilidad a la inversión en reducción de emisiones: la experiencia reciente del Reino Unido demuestra que los operadores de energía nuclear son reacios a invertir en condiciones "no subvencionadas" a menos que haya un precio mínimo garantizado para el carbono (algo que el régimen de comercio de derechos de emisión de la UE no ofrece actualmente).
Capacidad de respuesta a la incertidumbre: Al igual que ocurre con los cambios en los costes, en un mundo de incertidumbre no está claro si son más eficientes las tasas sobre las emisiones o los sistemas de comercio de derechos de emisión con fijación previa de límites máximos: depende de la rapidez con que disminuyan los beneficios sociales marginales de la reducción de la contaminación con la cantidad de limpieza (por ejemplo, si el programa de beneficios sociales marginales es inelástico o elástico).
Otros: La magnitud del impuesto dependerá de lo sensible que sea la oferta de emisiones al precio. El precio del permiso de cap-and-trade dependerá del mercado de contaminantes. Un impuesto genera ingresos públicos, pero los permisos de emisión subastados pueden hacer lo mismo. Podría implantarse un sistema similar de comercio de derechos de emisión con fijación previa de límites máximos. Un impuesto sobre el carbono podría ser el modelo más sencillo de administrar. Establecer un sistema complejo de límites máximos y comercio de emisiones que sea exhaustivo conlleva grandes necesidades institucionales.

### Regulación de mandato y control
El modelo de mandato y control es un sistema de regulación que prescribe límites de emisión y métodos de cumplimiento para cada instalación o fuente. Es el enfoque tradicional para reducir la contaminación atmosférica.
Las normativas de mandato y control son más rígidas que los enfoques basados en incentivos, como las tasas de contaminación y los límites máximos con el comercio de derechos de emisión. Un ejemplo de ello son las normas de rendimiento, que establecen un objetivo de emisiones fijo para cada contaminador y, por lo tanto, la carga de reducir la contaminación no puede trasladarse a las empresas que puedan conseguirlo de forma más barata. Como resultado, es probable que las normas de rendimiento sean más costosas en general. Los costes adicionales se trasladarían a los consumidores finales. 

## Sistemas de comercio de emisiones
Además del desarrollo dinámico del comercio de emisiones de carbono, también se han tomado en consideración otros contaminantes.

### Estados Unidos

#### Dióxido de azufre
Un ejemplo temprano de un sistema de comercio de emisiones ha sido el sistema de comercio de dióxido de azufre (SO2) en el marco del Programa de Lluvia Ácida de la Ley de Aire Limpio de 1990 en los EE. UU. Bajo el programa, que es esencialmente un sistema de comercio de emisiones de límite y comercio, las emisiones de SO2 se redujeron en un 50% con respecto a los niveles de 1980 en 2007. Algunos expertos sostienen que el sistema de límites máximos y comercio de emisiones de SO2 ha reducido el costo de controlar la lluvia ácida hasta en un 80% en comparación con la reducción fuente por fuente. 
El programa de SO2 fue impugnado en 2004, lo que puso en marcha una serie de acontecimientos que condujeron al Reglamento sobre contaminación del aire entre estados de 2011 (CSAPR). Bajo la CSAPR, el programa nacional de comercio de SO2 fue reemplazado por cuatro grupos de comercio separados para SO2 y NOx.
Las emisiones de SO2 de las fuentes del Programa de Lluvia Ácida han disminuido de 17,3 millones de toneladas en 1980 a aproximadamente 7,6 millones de toneladas en 2008, lo que representa una disminución de las emisiones del 56 por ciento. Un análisis de la EPA de 2014 estimó que la implementación del Programa de Lluvia Ácida evitó entre 20.000 y 50.000 casos de mortalidad prematura al año debido a las reducciones de las concentraciones ambientales de PM2.5, y entre 430 y 2.000 casos al año debido a las reducciones del ozono troposférico.

#### Óxidos de nitrógeno
En 2003, la Agencia de Protección Ambiental (EPA) comenzó a administrar el Programa de Comercio Presupuestario de NOx (NBP, por sus siglas en inglés) en virtud del Plan de Implementación Estatal de NOx (también conocido como "NOx SIP Call"). El Programa de Comercio Presupuestario de NOx fue un programa de límite y comercio basado en el mercado (cap and trade) creado para reducir las emisiones de óxidos de nitrógeno (NOx) de las centrales eléctricas y otras grandes fuentes de combustión en el este de los Estados Unidos. El NOx es un ingrediente principal en la formación de ozono a nivel del suelo (smog), un problema generalizado de contaminación del aire en muchas áreas del este de los Estados Unidos. El NBP fue diseñado para reducir las emisiones de NOx durante los meses cálidos de verano, conocidos como la temporada de ozono, cuando las concentraciones de ozono a nivel del suelo son más altas. En marzo de 2008, la EPA volvió a disminuir el límite estándar de ozono de 8 horas a 0,075 partes por millón (ppm) desde su estándar anterior de 0,08 ppm.
Las emisiones de NOx durante la temporada de ozono disminuyeron un 43 por ciento entre 2003 y 2008, aunque la demanda de energía se mantuvo prácticamente sin cambios durante el mismo período. El programa CAIR se traducirá en beneficios para la salud de entre 85.000 y 100.000 millones de dólares y en beneficios de visibilidad de casi 2.000 millones de dólares por año para 2015 y reducirá sustancialmente la mortalidad prematura en el este de los Estados Unidos.
Las reducciones de NOx debidas al programa de comercio presupuestario de NOx han llevado a mejoras en el ozono y PM2.5, salvando aproximadamente entre 580 y 1.800 vidas en 2008.
Un estudio de 2017 en la revista American Economic Review concluyó que el Programa de Comercio Presupuestario de NOx redujo las emisiones de NOx y las concentraciones de ozono ambiental.  El programa redujo los gastos en medicina en un 1,5% (800 millones de dólares anuales) y redujo la tasa de mortalidad hasta en un 0,5% (2.200 muertes prematuras menos, principalmente entre personas de 75 años o más).

#### Compuestos orgánicos volátiles

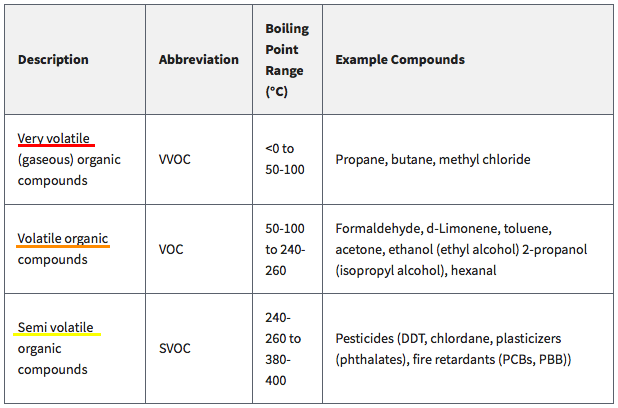
Clasificación de contaminantes orgánicos

En Estados Unidos, la Agencia de Protección Ambiental de Estados Unidos (EPA) define los compuestos orgánicos volátiles (COV) como gases emitidos por ciertos sólidos y líquidos que pueden tener efectos adversos para la salud. Estos  COV incluyen una variedad de sustancias químicas que se emiten desde una diversidad de productos diferentes.  Entre ellos se incluyen productos como la gasolina, los perfumes, la laca para el pelo, los limpiadores de telas, el PVC y los refrigerantes; todos los cuales pueden contener sustancias químicas como benceno, acetona, cloruro de metileno, freones y formaldehído.
Los COV también son controlados por el United States Geological Survey (USGS) para detectar su presencia en el suministro de aguas subterráneas. El USGS llegó a la conclusión de que muchos de los acuíferos de las naciones están en riesgo de contaminación por COV de bajo nivel. Los síntomas comunes de las exposiciones de bajo nivel a los COV incluyen dolores de cabeza, náuseas e irritación de los ojos. Si la exposición es prolongada, los síntomas incluyen cáncer y daños en el sistema nervioso central.

### China
En un esfuerzo por invertir las consecuencias adversas de la contaminación atmosférica, en 2006 China empezó a plantearse un sistema nacional de comercio de permisos de contaminación con el fin de utilizar mecanismos de mercado para incentivar a las empresas a reducir la contaminación. Esto se ha basado en un proyecto piloto anterior llamado "plan piloto de comercio de emisiones industriales (SO2)", que se puso en marcha en 2002. Cuatro provincias, tres municipios y una empresa estatal participaron en este proyecto piloto (también conocido como "proyecto 4+3+1").: 80  Se trata de las provincias de Shandong, Shanxi, Jiangsu y Henan, las ciudades de Shanghai, Tianjin y Liuzhou junto a China Huaneng Group, una empresa estatal del sector energético.
En 2014, cuando el gobierno chino empezó a considerar de nuevo un sistema de comercio de derechos de contaminación a nivel nacional, había más de 20 plataformas locales de comercio de permisos de contaminación. La región del delta del río Yangtze en su conjunto también ha realizado pruebas comerciales, pero la escala fue limitada. En el mismo año, el gobierno chino propuso establecer un mercado de carbono, centrado en la reducción de CO2 en la década posterior, y es un sistema separado del comercio de permisos de contaminación.
Tras estos esfuerzos regionales, China estableció su sistema nacional de comercio de emisiones en 2017.: 28 
Un estudio de 2021 en PNAS encontró que el sistema de comercio de emisiones de China redujo efectivamente las emisiones de las empresas a pesar de los bajos precios del carbono y el comercio de derechos poco frecuente. El sistema redujo las emisiones totales en un 16,7% y la intensidad de las emisiones en un 9,7%.

### Sistemas de comercio vinculados
Los distintos sistemas de comercio de derechos de emisión con fijación previa de límites máximos pueden vincularse entre sí mediante el reconocimiento mutuo o unilateral de los derechos de emisión para su cumplimiento. La vinculación de sistemas crea un mercado de carbono (o de otras emisiones de carácter global) más amplio, que puede reducir los costes generales de cumplimiento, aumentar la liquidez del mercado y generar un mercado de derechos más estable. Los sistemas de vinculación también pueden ser simbólicos desde el punto de vista político, ya que muestran la voluntad de realizar un esfuerzo común para reducir las emisiones de GEI. Algunos estudiosos han argumentado que la vinculación puede proporcionar un punto de partida para desarrollar una nueva arquitectura internacional de política climática ascendente, en la que múltiples sistemas únicos vinculen sucesivamente sus diversos 
En 2014, el estado estadounidense de California (que sería la quinta economía del mundo si fuera una nación, situada entre Alemania y el Reino Unido en tamaño) y la provincia canadiense de Quebec vincularon con éxito sus sistemas. En 2015, las provincias de Ontario y Manitoba acordaron unirse al sistema vinculado entre Quebec y California. El 22 de septiembre de 2017, los primeros ministros de Quebec y Ontario, y el gobernador de California, firmaron el acuerdo formal por el que se establecía la vinculación. 

### Certificados de energía renovable
En Estados Unidos, los certificados de energía renovable (en ocasiones denominados "etiquetas verdes"), son una forma de instrumentos de mercado, en gran medida no relacionados, que se utilizan para alcanzar objetivos de energías renovables, que pueden estar motivados por razones medioambientales (como los objetivos de reducción de emisiones), pero también por otros objetivos, como la seguridad energética o la política industrial.

## Críticas

### Efectos distributivos
La Oficina Presupuestaria del Congreso de EE. UU. (CBO, 2009) examinó los posibles efectos de la Ley estadounidense de energía limpia y seguridad en los hogares estadounidenses. Esta ley se basa en gran medida en la asignación gratuita de permisos. Se consideró que la ley protegía a los consumidores con bajos ingresos, pero se recomendó que se hiciera más eficiente reduciendo las disposiciones de bienestar para las empresas y que se destinaran más recursos al alivio de los consumidores.  Una iniciativa de limitación y comercio de emisiones en el noreste de EE. UU. suscitó preocupación por su carácter regresivo y por el hecho de que los hogares más pobres absorbieran la mayor parte del nuevo impuesto.

## Eficacia
Faure y Peeters respaldan con cautela la eficacia del comercio de derechos de emisión en la práctica: "Especialmente para el problema de las emisiones de gases de efecto invernadero, el comercio de derechos de emisión parece ser muy adecuado para alcanzar las reducciones necesarias de una manera rentable."